# حری (سیستان و بلوچستان)
حری یک منطقهٔ مسکونی در ایران است که در دهستان لادیز واقع شده‌است. حری ۴۰ نفر جمعیت دارد.